# Phidippus tyrrelli
Phidippus tyrrelli es una especie de araña araneomorfa del género Phidippus, familia Salticidae. Fue descrita científicamente por George Williams Peckham y su esposa E. G. Peckham en 1901.
Habita en América del Norte.